# Pfalzgrafenstein

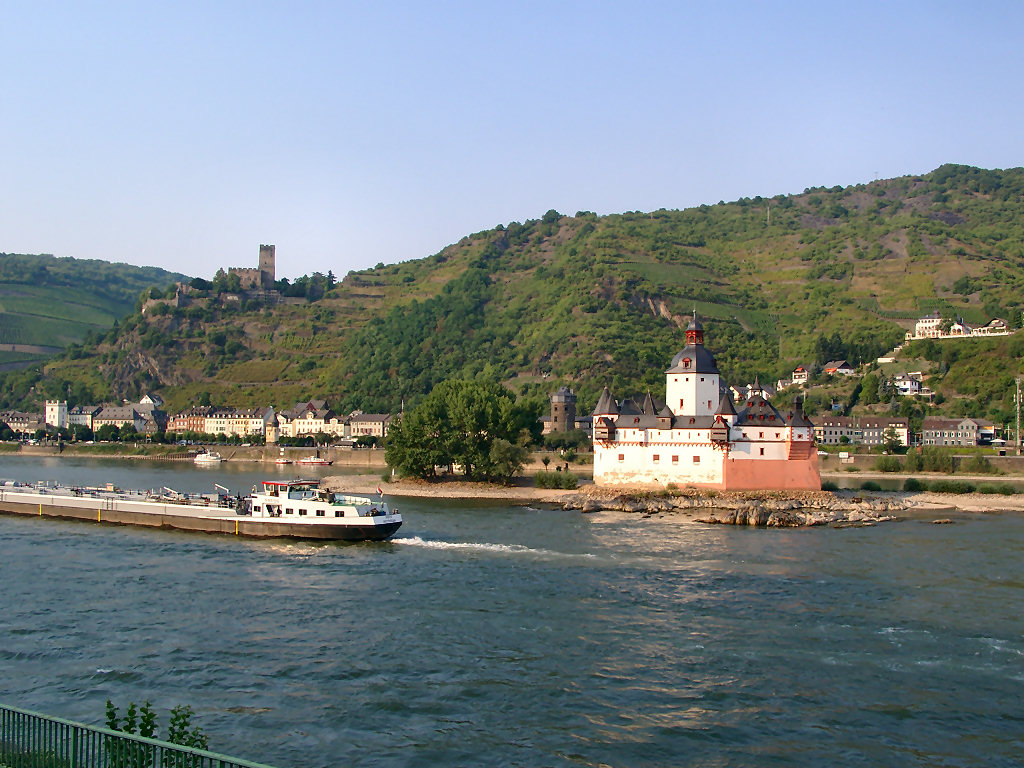
Borgen ligger mitt i floden Rhen. Bilden tagen från västra Rhenstranden 1999.

Pfalzgrafenstein är en borg belägen på en klippö i Rhen vid staden Kaub i den tyska delstaten Rheinland-Pfalz.

## Historik
Borgen uppstod från början ur ett vakttorn som uppfördes 1326 i syfte att förhindra att båtar färdades förbi tullstationen på Rhens högra strand utan att betala.
Tullstationen inställde sin verksamhet 1867, sedan Rhens båda sidor kom att ingå i samma tullunion. Borgen är idag tillgänglig för allmänheten och man kan nå den med en färja från Kaub. Inte bara borgens läge är unikt, den tillhör också det fåtal borgar, som inte förstörts i den övre delen av mellersta Rhendalen.